# Palatul Diecezanei din Arad

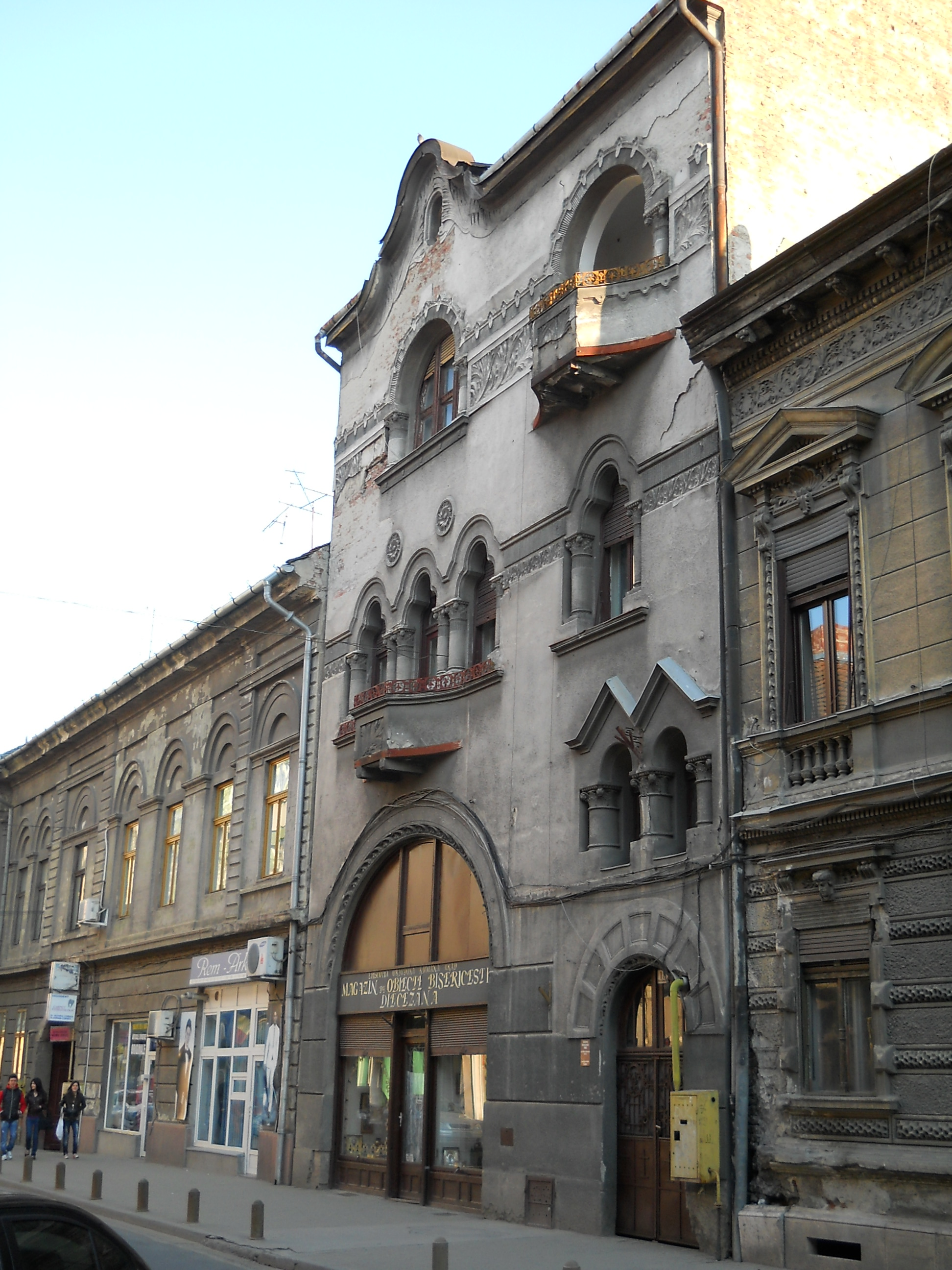
Palatul Diecezana

Palatul Diecezanei din Arad este un edificiu P+2 cu plan în formă de L, fiind ridicat în 1908. Adăpostește magazinul Diecezana și locuințe. Aparține clădirilor arădene de stil neoromânesc, fațada având deschideri de diferite forme, grupate pe nivele.